# كروس ساوند

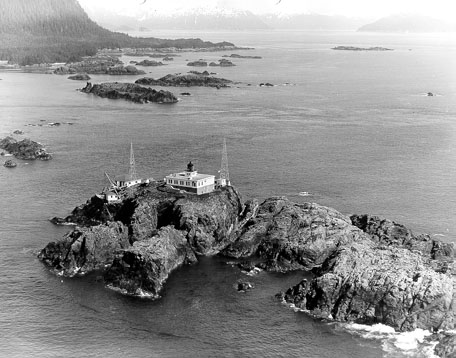
منظر جوي لـ منارة كيب سبنسر لايت على الجانب الشمالي من كروس ساوند

كروس ساوند هو ممر في أرخبيل ألكسندر في المنطقة الجنوبية الشرقية من ولاية ألاسكا الأمريكية، ويقع بين جزيرة تشيكاغوف من الجنوب والبر الرئيسي من الشمال. يبلغ طوله 48 كم (30 ميل) ويمتد من خليج ألاسكا إلى المضيق الجليدي.

## التسمية
أطلق جيمس كوك اسم كروس ساوند على هذا الاسم في عام 1778 لأنه اكتشفه في 3 مايو، وقد تم تحديده في تقويمه باعتباره يوم الصليب المقدس. تمثل منارة كيب سبنسر لايت الجانب الشمالي من مدخل كروس ساوند القادم من خليج ألاسكا.